# Gaby Dietzen
Gaby Dietzen (* 14. Mai 1951 in Trier) ist eine deutsche Journalistin und Fernsehmoderatorin.
Dietzen studierte Politikwissenschaft und Volkswirtschaftslehre an der Universität Trier. Von 1969 bis 1971 absolvierte sie ein Volontariat bei der Trierischen Landeszeitung. Anschließend arbeitete sie bei dieser Zeitung bis 1974 als Redakteurin.
Dietzen war dann bis 1985 beim SWF-Hörfunk tätig, zuletzt als stellvertretende Abteilungsleiterin. 1986 wechselte sie zum SWF-Fernsehen und arbeitete dort für die Sendung Blick ins Land.
Von 1990 bis 1992 war sie Sprecherin der – ersten freigewählten – schwarz-gelben Landesregierung von Mecklenburg-Vorpommern im wiedervereinigten Deutschland. 1992 wechselte sie zurück zum Fernsehen und arbeitete als Moderatorin im ZDF (Länderspiegel) und bei 3sat (Bilder aus Deutschland).
Seit 1998 ist sie in verschiedenen Funktionen beim Fernsehsender Phoenix beschäftigt, seit 2000 auch als Moderatorin, von 2002 bis Ende 2009 unter anderem in der Talkshow PHOENIX runde.